# バルニム7世 (ポメラニア公)
バルニム7世（Barnim VII., 1403年 - 1449年8月24日/1450年8月29日）は、ポメラニア公（在位：1405年 - 1449/50年）。ポメラニア公バルニム6世とフェロニカ・フォン・ニュルンベルクの次男。

## 生涯
バルニム7世は1415年まで叔父ヴァルティスラフ8世の後見下にあり、1415年から1423年までは兄ヴァルティスラフ9世の後見下に置かれた。1417年からバルニム7世と兄ヴァルティスラフ9世は、ドイツ王ジギスムントから与えられたリューゲン公国を（神聖ローマ帝国の公国として）共同統治した。
1420年、バルニム7世はシュレースヴィヒでのデーン人との戦いおよび和平交渉に参加した。バルニム7世が親政を開始したのは1425年で、デンマーク王エーリクとともにパレスチナへの巡礼から戻った後であった。正式には、ヴォルガスト公領の分割後（1425年12月6日）、バルニム7世は兄とともにヴォルガスト公領を共同統治した。しかし実際には、バルニム7世はギュッツコーに住んでおり、「ギュッツコー領主」と呼ばれていた。バルニム7世は狩猟に熱心であり、そのため「犬の番人」というあだ名が付けられた。
バルニム7世の没日は不明である。1449年8月24日に、兄および従兄弟バルニム8世と一緒に発行した文書が確認されている。T.カンツォーは、シュチェチン公とメクレンブルク公の間の条約締結の日（1450年8月29日）には、バルニムはすでに亡くなっていたとした。遅くともバルニム8世の死 (1451年12月19日）までには死去していたのは確実である。
バルニムは未婚のまま死去したが、ポーランドとの同盟の一環としてマゾフシェ公女と結婚する計画があった。また、プルゼケルという名の愛妾がいたが、裁判（1436年）で兄ヴァルティスラフ9世の妃により魔女と宣告され、溺死させられた。